# Pegasus laternarius
Espèce
Statut de conservation UICN

 DD  : Données insuffisantes
Pegasus laternarius est une espèce de poisson téléostéen cuirassé, aux nageoires pectorales étalées comme des ailes.
Il mesure au maximum 8 cm. Il est principalement jaune ou bleu.
On le rencontre principalement en Asie de l'est.
Il vit dans une profondeur de 30 m à 100 m.
Les larves sont planctoniques.